# Жанетта Грудзинська
Графиня Жанетта Антонівна Грудзинська (пол. Joanna Grudzińska 17 [28] травня 1795, Познань, Польща — 17 [29] листопад 1831, Царське Село, Росія,) — друга (морганатична) дружина спадкоємця російського престолу Костянтина Павловича, після вступу в шлюб отримала титул Її Світлість княгиня Лович.

## Життєпис
Старша з трьох дочок польського графа Антона Грудна-Грудзинського і Маріанни Дорповської, відомої свого часу красуні. Сімейне життя Грудзинських не було щасливим і закінчилося розлученням. Маріанна Дорповська переїхала з дітьми до Варшави, де віддала своїх дочок на виховання в один з кращих французьких пансіонів. Незабаром вона вийшла заміж за графа Брониця.

До двадцяти років Жанетта Антонівна жила с мамою в Парижі. В 1815 році вони повернулись в Варшаву, де на балу у князя Зайончека її вперше побачив великий князь Константин Павлович. Князь П. А. Вяземський писав:
|  | Жанетта Антоновна не была красавица, но была красивее всякой красавицы. Белокурые, струистые и густые кудри её, голубые выразительные глаза, улыбка умная и приветливая, голос мягкий и звучный, стан гибкий и какая-то облегающая её нравственная свежесть и чистота. Она была Ундиной. Всё соединялось в ней и придавало ей совершенно особенную и привлекающую внимание физиономию в кругу подруг и сверстниц её. |

24 травня 1820 в Варшаві, без будь-якої урочистості, вона вийшла заміж за спадкоємця російського престолу Костянтина Павловича (який 1 квітня 1820 розлучився з першою дружиною, Анною Федорівною, дочкою Франца Фрідріха Антона, герцога Саксен-Кобург-Заальфельдского). Цей морганатичний шлюб дав привід Костянтину відректися від престолу в 1823 році, що згодом призвело до внутрішньополітичної кризи і повстання декабристів. Після весілля Олександр I надав Грудзинській у володіння князівство Лович (пол. księstwo łowickie).

В 1831 році Грудзинська разом з чоловіком виїхала з об'ятої повстанням Царства Польского в Санкт-Петербург. По дорозі, 14 червня в Вітебську великий князь помер від холери, а 17 листопада того ж року померла і Жанетта Антонівна. Фрейліна А. Д. Блудова писала:
|  | После страданий, которые продолжались почти беспрестанно несколько лет и беспрестанно же усиливались в течение последних месяцев, ровно через год после Варшавского бунта, в Царском Селе скончалась княгиня Лович. Перевезти её в город, куда она несколько раз собиралась, было невозможно за совершенным изнеможением сил её. С сентября месяца, так сказать, она ежеминутно умирала. |

## Пам'ять
Її життя було романтизоване в першому польському фільмі на історичний сюжет — «Княгиня Лович» (1932).